# 실론가시쥐
실론가시쥐(Mus fernandoni)는 쥐과 생쥐속에 속하는 설치류의 일종이다. 스리랑카에서만 발견된다.

## 특징
꼬리를 제외한 몸길이는 9~11cm이고, 꼬리 길이는 6~7cm이다. 등 쪽은 납작한 회색 가시(각각 길이 11mm)와 함께 불그스레한 회색을 띠고, 부드러운 털 때문에 불그스레한 색조를 띤다. 배 쪽은 순백색이고 많은 양의 길고 검은 털이 덮여 있다. 또한 희끄무레한 색부터 회색까지 띠고 불그스레한 갈색 색조를 띠기도 한다. 어두운 색을 띠며 비교적 크다. 주둥이 뾰족하다. 비늘 꼬리는 짙은 자주색을 띠고, 몸길이보다 길다. 앞니는 오렌지색을 띤다.

## 분포
실론가시쥐는 일부 지역에서만 분포하기 때문에 "절멸위기종"으로 분류되고 있다. 분포 지역은 스리랑카 중부 주(쿰발라하무와)와 북동부 주(쿠마나), 남부 주(함반토타 부타와, 얄라국립공원), 우바 주(모나라갈라 구 갈게) 등이다.